# Kate Roberts
Pour les articles homonymes, voir Roberts.
Kate Roberts née le 20 juin 1983 à Bloemfontein en Afrique du Sud est une triathlète professionnelle, quadruple championne d'Afrique de triathlon en 2006, 2007, 2010 et 2011.

## Biographie

### Jeunesse
Kate Roberts née et a grandi à Bloemfontein en  Afrique du Sud dans une famille très unie avec son frère aîné, Gareth et sœur jumelle, Tessa. À l'âge de 11 ans, elle  commence à courir et participe à ses premières compétitions en  cross-country. Nageuse également, elle participe aussi à des compétitions de natation. Tout au long de sa scolarité, elle participe à des compétitions de cross country, d'athlétisme et d'aquathlon. À l'âge de 17, elle  commence à pratiquer le triathlon. Elle fait des études en gestion des ressources humaines et en commerce à l’université libre de l’État libre de Bloemfontein.
Elle ambitionne depuis l'âge de neuf, de participer aux Jeux olympiques d'été pour représenter son pays natal. Cette ambition, née comme pour beaucoup de sportifs  sud-africain lorsque l'Afrique du Sud est autorisé à revenir dans les compétitions sportives internationales, après avoir été en isolement pendant 32 ans en raison de sa politique d'apartheid.  Elle pense tout d'abord tenter une qualification aux Jeux olympiques en tant que coureuse sur piste, mais quand le triathlon fait ses débuts aux Jeux olympiques d'été de 2000 à  Sydney, elle se tourne complètement vers le celui-ci pour tenter de réaliser son objectif olympien.

### Carrière en triathlon
Kate Roberts commence à participer à des compétitions élites en triathlon à partir des années 2000, elle devient professionnelle en 2005 et intègre l’équipe nationale. Elle s'entraine sous la direction de l’entraineur Darren Smith et grâce à un travail constant obtient sa qualification pour les Jeux olympiques d'été de 2008 à Pékin en Chine. Elle termine pour cette première participation à des Jeux olympiques à la 32e place avec un temps de 2 h 5 min 33 s 024. En 2010 elle atteint le sommet de sa carrière internationale en étant classée 7e féminine du circuit international des séries mondiales de triathlon. Qualifiée une deuxième fois pour les Jeux olympiques d'été de 2012 à Londres elle termine à la 22e place en un temps de 2 h 2 min 46 s. Entre 2005 et 2012 elle remporte à quatre reprises les championnats d'Afrique de triathlon. En 2014, après une dernière participation aux championnats d'Afrique, elle annonce qu'elle met un terme à sa carrière professionnelle et s'oriente vers le coatching et l’accompagnement des triathlètes juniors et féminines en particulier.

## Palmarès
Le tableau présente les résultats les plus significatifs (podium) obtenus sur le circuit national et international de triathlon depuis 2005.
| Année | Compétition                                 | Pays           | Position           | Temps           |
| ----- | ------------------------------------------- | -------------- | ------------------ | --------------- |
| 2014  | Triathlon de Londres                        | Royaume-Uni    | Médaille d'argent  | Timing          |
| 2013  | Championnats d'Afrique du Sud               | Afrique du Sud | Médaille d'or      | 2 h 8 min 24 s  |
| 2012  | Coupe d'Afrique - l'étape de Troutbeck      | Zimbabwe       | Médaille d'or      | 2 h 20 min 10 s |
| 2012  | Championnats d'Afrique                      | Maurice        | Médaille de bronze | 2 h 17 min 25 s |
| 2011  | Championnats d'Afrique                      | Mozambique     | Médaille d'or      | 2 h 14 min 4 s  |
| 2010  | Grand Prix de triathlon - Étape de Beauvais | France         | Médaille d'or      | Timing          |
| 2010  | Championnats d'Afrique                      | Afrique du Sud | Médaille d'or      | 2 h 8 min 52 s  |
| 2009  | Coupe d'Afrique - l'étape de Pretoria       | Afrique du Sud | Médaille d'or      | 2 h 20 min 35 s |
| 2008  | Championnats d'Afrique                      | Tunisie        | Médaille d'argent  | 2 h 7 min 2 s   |
| 2007  | Championnats d'Afrique                      | Maurice        | Médaille d'or      | 2 h 4 min 50 s  |
| 2006  | Championnats d'Afrique                      | Zimbabwe       | Médaille d'or      | 2 h 28 min 38 s |
| 2005  | Championnats d'Afrique                      | Afrique du Sud | Médaille d'argent  | 2 h 12 min 2 s  |

| Année | Compétition            | Pays           | Position      | Temps         |
| ----- | ---------------------- | -------------- | ------------- | ------------- |
| 2010  | Championnats d'Afrique | Afrique du Sud | Médaille d'or | 2 h 7 min 4 s |